# Sindrome di Truman
La sindrome di Truman, altrimenti nota come sindrome da Truman Show, è un delirio di tipo persecutorio caratterizzato dalla convinzione che la propria vita sia costantemente ripresa da telecamere nascoste e messa in mostra come reality-show da qualche rete televisiva. 
L'espressione fu coniata per la prima volta nel 2008 dai fratelli Joel e Ian Gold, rispettivamente psichiatra e neurofilosofo, prendendo spunto dalla trama del film "The Truman Show" (1998). La sindrome, pur non presente ufficialmente nel DSM con questo nome, di fatto non è altro che un certo tipo di "Disturbo delirante di tipo persecutorio".